# Port lotniczy Kerman
Port lotniczy Kerman (IATA: KER, ICAO: OIKK) - port lotniczy położony w Kerman, w ostanie Kerman, w Iranie.

## Linie lotnicze i połączenia
- Iran Air (Isfahan, Teheran-Mahrabad, Zahedan)
- Mahan Airlines (Kish, Maszhad, Teheran-Mahrabad)